# Suvanje krogle
Suvanje krogle je atletska disciplina, pri kateri mora tekmovalec suniti težko kovinsko kroglo čimdalje.

## Pravila
Pri suvanju krogle se ne sme stopiti izven kroga (premer meri 2,135 m) in ne sme stopiti na deščico ob krogu (visoko 10 cm) a lahko nasloni nogo. Krogla ne sme prileteti izven sektorjev na levi in na desni. Tekmovalec ima 90 sekund časa. Število poskusov je odvisno od kategorije v kateri tekmuje: 6 za odrasle in 3 za OŠ in SŠ.

## Teža krogle in državni rekordi
| Spol   | Kategorija            | Teža krogle | Državni rekord            |
| ------ | --------------------- | ----------- | ------------------------- |
| Moški  | Starejši Dečki (OŠ)   | 4 kg        | 17,25 m (Jaka Žulič)      |
| Ženski | Starejše Deklice (OŠ) | 3 kg        | 13,84 m (Lina Krhlikar)   |
| Moški  | Dijaki (SŠ)           | 5 kg        | 19,40 m (Damjan Verbnjak) |
| Ženski | Dijakinje (SŠ)        | 3 kg        | 16,16 m (Mojca Črnigoj)   |
| Moški  | Odrasli               | 7,26 kg     | 20,76 m (Miran Vodovnik)  |
| Ženski | Odrasle               | 4 kg        | 18,10 m (Nataša Erjavec)  |

## 10 Najboljših metov vseh časov
| Dosežek | Atlet              | Narodnost                     | Datum            |
| ------- | ------------------ | ----------------------------- | ---------------- |
| 23.06   | Ulf Timmermann     | Nemška demokratična republika | 22. maj, 1988    |
| 22.91   | Alessandro Andrei  | Italija                       | 12. avgust, 1987 |
| 22.86   | Brian Oldfield     | ZDA                           | 10. maj, 1975    |
| 22.75   | Werner Günthör     | Švica                         | 23. avgust, 1988 |
| 22.67   | Kevin Toth         | ZDA                           | 19. april, 2003  |
| 22.64   | Udo Beyer          | Nemška demokratična republika | 20. avgust, 1986 |
| 22.54   | Christian Cantwell | ZDA                           | 5. junij, 2004   |
| 22.52   | John Brenner       | ZDA                           | 26. april, 1987  |
| 22.51   | Adam Nelson        | ZDA                           | 18. maj, 2002    |